# Рамперсад, Андре
Андре Джесси Рамперсад (англ. Andre Jesse Rampersad; род. 2 февраля 1995 года, Арима, Тринидад и Тобаго) — тринидадский футболист, полузащитник.

## Карьера
Андре Рамперсад являлся одним из самых талантливых юниоров страны и в 2012 году признавался самым ценным игроком чемпионата Тринидада и Тобаго до 17 лет. На взрослом уровне выступал за команду «Санта-Роза». В январе 2019 года перешел в канадский клуб «Галифакс Уондерерс», который возглавлял его соотечественник Стивен Харт: хавбека ему посоветовал наставник молодежной сборной Тринидада и Тобаго Дерек Кинг. Уже через год тринидадец стал капитаном команды. В 2022 году продлил контракт с ней по системе «2+1».

## В сборной
Полузащитник неоднократно вызывался в расположение национальной команды, однако долгое время ему не удавалось сыграть за нее. Например, 2021 году Рамперсад вошел в заявку Тринидада и Тобаго, однако из-за действующих в Канаде ковидных ограничений он не смог покинуть страну. Свою дебютную встречу он провел только 24 марта 2023 года в гостевом матче Лиги наций КОНКАКАФ в ворота сборной Багамских островов (3:0).

## Достижения
- Серебряный призер Канадской Премьер-Лиги (1): 2020.